# Unendliche Menge
Unendliche Menge  ist ein Begriff aus der Mengenlehre, einem Teilgebiet der Mathematik. Schon die Verwendung der negierenden Vorsilbe un legt folgende Definition nahe:
- Eine Menge heißt unendlich, wenn sie nicht endlich ist.

Mit Hilfe der Definition der endlichen Menge lässt sich das wie folgt umformulieren:
- Eine Menge ist unendlich, wenn es keine natürliche Zahl {\displaystyle n} gibt, so dass die Menge gleichmächtig zu {\displaystyle \{0,1,\ldots ,n-1\}} ist (für {\displaystyle n=0} ist das die leere Menge),

mit dem von-Neumannschen Modell der natürlichen Zahlen noch kompakter als
- eine Menge ist unendlich, wenn sie nicht gleichmächtig zu einer natürlichen Zahl (gemäß ihrer von-Neumannschen Darstellung) ist.

Beispiele für unendliche Mengen sind die Menge der natürlichen Zahlen {\displaystyle \mathbb {N} =\{0,1,2,3,\ldots \}} oder die Menge {\displaystyle \mathbb {R} } der reellen Zahlen. 

## Dedekind-Unendlichkeit
Richard Dedekind definierte in seiner Schrift Was sind und was sollen die Zahlen?
- Eine Menge gilt als unendlich, falls sie zu einer echten Teilmenge gleichmächtig ist.

Genauer spricht man in diesem Fall von Dedekind-Unendlichkeit. Der Vorteil dieser Definition ist, dass sie keinen Bezug auf die natürlichen Zahlen nimmt. Die Äquivalenz zur eingangs definierten Unendlichkeit erfordert allerdings das Auswahlaxiom. Dass Dedekind-unendliche Mengen unendlich sind, ist klar, da eine endliche Menge zu einer echten Teilmenge nicht gleichmächtig sein kann.
Ist umgekehrt {\displaystyle A} eine unendliche Menge, so wähle man mit Hilfe des Auswahlaxioms rekursiv Elemente 
{\displaystyle a_{0}\in A}
{\displaystyle a_{1}\in A\setminus \{a_{0}\}}
{\displaystyle \ldots }
{\displaystyle a_{n}\in A\setminus \{a_{0},\ldots ,a_{n-1}\}}
{\displaystyle \ldots }
Da {\displaystyle A} unendlich ist, kann niemals {\displaystyle A=\{a_{0},\ldots ,a_{n-1}\}} sein, weshalb die Wahl eines neuen {\displaystyle a_{n}} stets möglich ist.
Die Abbildung
| {\displaystyle f\colon A\rightarrow A\setminus \{a_{0}\},\quad a\mapsto {\begin{cases}\\\\\end{cases}}} | {\displaystyle a_{n+1}} | , falls {\displaystyle a=a_{n}} für ein {\displaystyle n} |
| {\displaystyle f\colon A\rightarrow A\setminus \{a_{0}\},\quad a\mapsto {\begin{cases}\\\\\end{cases}}} | {\displaystyle a}       | , sonst                                                   |
ist wohldefiniert, da das {\displaystyle n} mit {\displaystyle a=a_{n}} eindeutig ist.
Sie zeigt, dass {\displaystyle A} zur echten Teilmenge {\displaystyle A\setminus \{a_{0}\}} gleichmächtig und daher Dedekind-unendlich ist.
Ohne eine zumindest schwache Version des Auswahlaxioms (i. d. R. das abzählbare Auswahlaxiom) kann man nicht zeigen, dass unendliche Mengen auch Dedekind-unendlich sind.

## Existenz unendlicher Mengen
In der Zermelo-Fraenkel-Mengenlehre, das heißt in der üblichen, von den meisten Mathematikern akzeptierten Grundlage der Mathematik, ist die Existenz unendlicher Mengen durch ein Axiom, dem sogenannten Unendlichkeitsaxiom, gefordert. In der Tat kann man die Existenz unendlicher Mengen nicht aus den übrigen Axiomen schließen. Dieses Unendlichkeitsaxiom wird von manchen Mathematikern, sogenannten Konstruktivisten, kritisiert, da die Existenz unendlicher Mengen nicht aus logischen Axiomen beweisbar ist. Daher werden unendliche Mengen auch in der Zermelo-Fraenkel-Mengenlehre verdächtigt, möglicherweise zu Widersprüchen zu führen, obwohl die Russellsche Antinomie dort nicht möglich ist. In der Tat kann die Widerspruchsfreiheit der Mengenlehre und damit der Mathematik nach dem auf Kurt Gödel zurückgehenden Unvollständigkeitssatz nicht bewiesen werden. Für eine weitergehende Diskussion siehe Potentielle und aktuale Unendlichkeit.

## Unterschiedliche Mächtigkeiten unendlicher Mengen
Die Mächtigkeiten endlicher Mengen sind die natürlichen Zahlen; schwieriger und interessanter ist die Idee, den Begriff der Mächtigkeit auch auf unendliche Mengen auszuweiten.
Der mengentheoretische Begriff des Unendlichen wird noch interessanter, da es verschiedene Mengen gibt, die unendlich viele Elemente besitzen, die aber nicht bijektiv aufeinander abgebildet werden können. Diese unterschiedlichen Mächtigkeiten werden mit dem Symbol {\displaystyle \aleph } (Aleph, dem ersten Buchstaben des hebräischen Alphabets), und einem (anfangs ganzzahligen) Index bezeichnet, die Indizes durchlaufen die Ordinalzahlen.
Die Mächtigkeit der natürlichen Zahlen {\displaystyle \mathbb {N} } (die kleinste Unendlichkeit) ist in dieser Schreibweise
{\displaystyle \aleph _{0}}. Obwohl die natürlichen Zahlen eine echte Teilmenge der rationalen Zahlen {\displaystyle \mathbb {Q} } sind, besitzen beide Mengen {\displaystyle \mathbb {N} } und {\displaystyle \mathbb {Q} } dieselbe Mächtigkeit {\displaystyle \aleph _{0}}. (→ Cantors erstes Diagonalargument)
Die Reellen Zahlen bilden eine unendliche Menge, die mächtiger als die Menge der natürlichen und rationalen Zahlen ist; sie ist überabzählbar. Man spricht auch von der Kardinalität der überabzählbaren Mengen erster Stufe. (→ Cantors zweites Diagonalargument)
Die Kontinuumshypothese ist die Behauptung, dass die Mächtigkeit der reellen Zahlen gleich {\displaystyle \aleph _{1}}, also die nach {\displaystyle \aleph _{0}} nächstgrößere Mächtigkeit, ist. Sie ist allein mit den üblichen Axiomen der Mengenlehre (ZFC) weder beweisbar noch widerlegbar.
Zu jeder unendlichen Menge lassen sich weitere Unendlichkeiten mittels Bildung der Potenzmenge (Menge aller Teilmengen) konstruieren. Der Satz von Cantor sagt aus, dass die Mächtigkeit einer Potenzmenge größer als die Mächtigkeit der Menge ist. 
Ob durch Potenzmengenbildung aus einer Menge mit Mächtigkeit {\displaystyle \aleph _{n}} eine Menge der nächstgrößeren Mächtigkeit {\displaystyle \aleph _{n+1}} entsteht oder einige Größenordnungen übersprungen werden, ist ein klassisches Problem der Mengenlehre (die verallgemeinerte Kontinuumshypothese). Dieser Vorgang kann (formal) immer weitergeführt werden, so dass es unendlich viele Unendlichkeiten gibt.
Es gibt in der Mengenlehre mehrere Zahlensysteme, die unendlich große Zahlen enthalten. Die bekanntesten sind Ordinalzahlen, Kardinalzahlen, Hyperreelle Zahlen und Surreale Zahlen.